# Haigermoos
Haigermoos è un comune austriaco di 596 abitanti nel distretto di Braunau am Inn, in Alta Austria.